# Setan
Setan (hebräisch זֵיתָן Sejtan, englisch Zeitan schwedisch Setan) ist ein  Moschav, der zur Regionalverwaltung Emek Lod im Zentralbezirk Israels zählt. Setan liegt in der Nähe der Stadt Lod und dem Flughafen Ben Gurion. Der Moschav wurde 1950 gegründet und wurde nach Setan im biblischen Buch 1. Chronik 7,10  benannt. Setan war Sohn Bilhans und Enkelsohn Jediaëls. 2018 wohnten in der Siedlung 1081 Menschen.